# Sherone Simpson
Sherone Simpson (1984. augusztus 12. –) olimpiai bajnok jamaicai atlétanő.
Tagja volt a 2004-es athéni olimpián aranyérmet nyert jamaicai váltónak. A 2008-as olimpiai játékokon honfitársa, Shelly-Ann Fraser mögött lett ezüstérmes száz méteren. A 2005-ös Helsinkiben rendezett világbajnokságon ezüstérmet nyert a jamaicai váltóval, továbbá két aranyérmet jegyez a Nemzetközösségi Játékokon.
2013-ban megbukott egy doppingvizsgálat során. Ezért másfél éves eltiltást kapott.

## Egyéni legjobbjai
- 100 méter – 10,82 (2006)
- 200 méter – 22,00 (2006)
- 400 méter – 51,25 (2008)